# Paroxacis guichardi
Paroxacis guichardi es una especie de coleóptero de la familia Oedemeridae.

## Distribución geográfica
Habita en Yemen.